# 馬瑟·巴紐
馬瑟·巴紐（法語：Marcel Pagnol，法語發音：[maʁsɛl paɲɔl]；1895年2月28日—1974年4月18日），法國劇作家、小說家、電影導演。

## 生平
1895年生於法國南部的奧巴尼市。父親約瑟夫·巴紐（Joseph Pagnol）為小學老師，母親奧古斯蒂娜·朗索（Augustine Lansot）為裁縫師。1904年舉家遷至馬賽，就讀馬賽的蒂耶爾中學（La Treille），畢業後進入艾克絲普羅旺斯大學。
1914年，創立文學雜誌《幸運》（Fortunio），即《南方雜誌》（Les Cahiers du Sud）前身。1915年獲得公立中學助教資格，開始在帕米耶和迪涅等地教書。1923年，被任命為巴黎康多賽中學（Lycée Condorcet）教師。

1925年，與保羅尼瓦（Paul Nivoix）合著喜劇《榮耀商人》（Les Marchands de gloire）。1926年的《爵士樂》（Jazz）讓他嶄露頭角，同年推出的《托巴茲》（Topaze）為成名之作，奠定劇作家地位。1931年，拍攝第一部電影《馬里留斯》（Marius）

1945年，與雅克利娜·布維耶（Jacqueline Bouvier）結婚，雅克利娜出演馬瑟多部電影，最著名的是1952年的《泉水姑娘瑪儂》（Manon des sources）。

1946年，被選為法兰西学术院院士；同年，兒子弗雷德里克（Frédéric）出生。

1957年，出版《爸爸的榮耀》（La Gloire de Mon Père）和《媽媽的城堡》（Le Château de ma mère）。

1974年於巴黎過世。

## 作品

### 劇本
- 1922年： Catulle
- 1922年： Ulysse chez les Phéaciens
- 1924年： Tonton ou Joseph veut rester pur
- 1925年：《榮耀商人》（Les Marchands de gloire），與保羅尼瓦（Paul Nivoix）合著。
- 1926年：《爵士樂》（Jazz）
- 1926年：《托帕茲》（Topaze）
- 1926年：《馬里留斯》（Marius）
- 1931年：《芬妮》 （Fanny）
- 1946年：《斯加隆》 （César）
- 1955年：《猶大》 （Judas）
- 1956年：《法比安》 （Fabien）
- 1985年：《眼神憂鬱的小女孩》 （La Femme du boulanger）

### 小說、傳記
- 1921年： La Petite Fille aux yeux sombres
- 1921年： Pirouettes
- 1922年： L'Infâme Truc
- 1957年：《爸爸的榮耀》 （La Gloire de mon père），普羅旺斯童年四部曲之一。
- 1957年：《媽媽的城堡》 （Le Château de ma mère），普羅旺斯童年四部曲之二。
- 1959年：《祕密時光》 （Le Temps des secrets），普羅旺斯童年四部曲之三。
- 1962年：《山崗之泉》 （L'Eau des collines） 包含《戀戀山城》（Jean de Florette）與《泉水姑娘瑪儂》（Manon des sources）
- 1964年：《鐵面具》 （Le masque de fer）

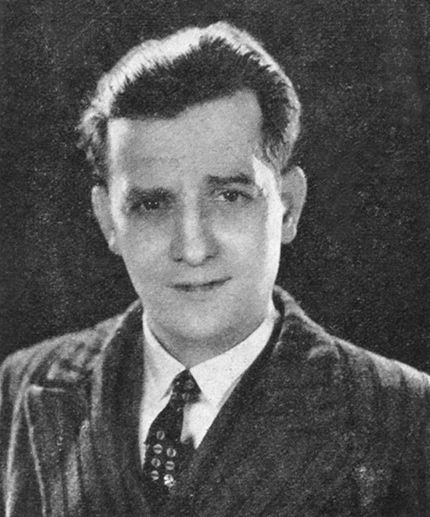
馬瑟·巴紐

- 1968年： Les Sermons de Marcel Pagnol
- 1973年：《鐵面具的祕密》（Le Secret du Masque de fer）
- 1977年：《愛戀時光》 （Le Temps des Amours），普羅旺斯童年四部曲之四，遺作。

### 電影
- 1933 : 《喬弗瓦》（Jofroi），改編自尚喬諾（Jean Giono）的《喬弗瓦德拉莫桑》（Jofroi de la Maussan）
- 1933 :  Le Gendre de monsieur Poirier
- 1934 : 《安吉兒》（Angèle），改編自尚喬諾的《包謬的一員》（Un de Baumugnes），1929。
- 1934 : 《第三三零條款》（L'Article 330 ），改編自庫特林（Georges Courteline）的作品
- 1935 : 《梅露絲》（Merlusse）
- 1935 : 《斯加隆》（Cigalon）
- 1936 : 《托帕茲》（Topaze）
- 1936 : 《凱撒》（César）
- 1937 : 《再生》（Regain），改編自尚喬諾作品，1930。
- 1938 :  Le Schpountz
- 1938 : 《麵包師的妻子》（La Femme du boulanger）改編自尚喬諾短篇小說《新來的尚》（Jean le Bleu），1932。
- 1940 : 《掘井工的女兒》（La Fille du puisatier）
- 1941 :  La Prière aux étoiles
- 1945 : 《納依斯》（Naïs）
- 1948 : 《美麗的磨坊女主人》（La Belle Meunière）
- 1950 : Topaze avec Fernandel
- 1952 : 《泉水姑娘瑪儂》（Manon des sources）
- 1954 : 《磨坊的三封信》（Les Lettres de mon moulin）
- 1967 : 《庫庫尼翁的神父》（Le Curé de Cucugnan）